# 托兰县 (康涅狄格州)
托兰县（英語：Tolland County）是位于美国康乃狄克州北部的一个县，根据美国人口普查局2020年统计，共有人口14萬9,788人；2000年普查結果人口比例白人約占92.34%、非裔占2.72%、亞裔占2.27%。與本州其餘七縣一樣，本縣既無縣治又無縣政府。該縣成立於1785年，縣名來自英国薩默塞特郡的同名地。